# Philipp Peter Schmidt
Philipp Peter Schmidt (* 4. März 1829 in Kaiserslautern; † 8. September 1878 ebenda) war ein pfälzischer Kaufmann. Er war erster Adjunkt der Stadt Kaiserslautern und von 1876 bis 1878 bayerischer Landtagsabgeordneter. Wegen Agitation vor dem Pfälzischen Aufstand 1849 war Schmidt 1851 zum Tode verurteilt worden.

## Leben
Schmidt war Sohn des Metzgers und Gastwirts Philipp Abraham Schmidt (* 1806), der nach Amerika auswanderte und der Jacobine Franziska Hermann (1811–1839). Er wurde Redakteur des liberalen Blatts Bote für Stadt und Land, den Nikolaus Schmitt herausgab.
Im Zuge der liberalen Bewegung 1848/1849 wurde Schmidt Vorstand des Sonntagskränzchens, einem demokratischen Verein in seiner Heimatstadt. Am 29. April 1849 führte er den Vorsitz beim pfälzischen Turnercongreß. Nach dem Pfälzischen Aufstand wurde Schmidt in Untersuchungshaft genommen. Die Anklag-Akte führt ihn wegen „Agitation“ unter der Nummer 22. Im folgenden Hochverratsprozess gehörte er zu den vier Angeklagten, die 1851 in Anwesenheit zum Tode verurteilt wurden. Schmidt wurde anschließend zu Festungshaft und 20 Jahren Zwangsarbeit begnadigt und 1859 entlassen.
Nach seiner Entlassung wurde der ehemalige „Scribent“ Kaufmann. Er heiratete 1860 Elisabetha Spener und nach deren Tod 1868 Caroline Margarethe Jacob aus Schopp, wo sein Schwiegervater in der liberalen Zeit  1848–1850 Bürgermeister gewesen war. Schmidt hatte aus beiden Ehen neun Kinder.
Nach dem Ausscheiden von Johann Wilhelm Jacob, mit dem seine Frau verwandt war, folgte er diesem am 2. Februar 1876 in den 27. und 28. Landtag der bayerischen Kammer der Abgeordneten. Sein Wahlkreis war Kirchheim-Kaiserslautern, seit 1877 Kaiserslautern. Am 12. Juni reichte er aus gesundheitlichen Gründen sein Austrittsgesuch ein, das zum 2. Juli 1878 genehmigt wurde. Philipp Schmidt starb zwei Monate später. Sein Nachfolger als Abgeordneter wurde Franz August Schenk von Stauffenberg.
Sein Sohn Franz Schmidt (1862–1924), Rechtsanwalt in Kaiserslautern und verheiratet mit Emilie Knobloch wurde 1923 von den Franzosen aus der Pfalz ausgewiesen. Dessen Halbschwester, Schmidts Tochter Charlotte war mit dem Oberforstmeister Wilhelm Knobloch verheiratet, der von den Franzosen 1923 zu 18 Monaten Gefängnis und Ausweisung verurteilt wurde.